# Arroyo Tarariras
El Arroyo Tarariras es un curso de agua uruguayo que atraviesa el departamento de  Colonia perteneciente a la cuenca hidrográfica del Río de la Plata.
Nace en la Cuchilla de la Colonia, cerca de la localidad de Tarariras, y desemboca en el río San Juan tras recorrer alrededor de  15 km.